# Laura Golarsa
Laura Golarsa (Milano, 27 novembre 1967) è una telecronista sportiva, allenatrice di tennis ed ex tennista italiana.

## Carriera
Nel 1983, a Casablanca, ha vinto la medaglia d'argento, sia nel singolare e sia nel doppio, ai Giochi del Mediterraneo.
Tra i suoi risultati più importanti nel circuito professionistico va sicuramente citato il raggiungimento dei quarti di finale al torneo di Wimbledon nel 1989 dove ha battuto, negli ottavi, Jana Novotná (7-6, 2-6, 6-4) per poi cedere a Chris Evert in tre set (6-3, 2-6, 7-5). Prima di allora una sola tennista italiana aveva raggiunto questo risultato, cioè Lucia Valerio nel 1933. 
La sua miglior classifica WTA è stata il 39º posto raggiunto il 25 giugno 1990. Oltre al già citato quarto di finale in una prova del Grande Slam, la Golarsa vanta una finale in singolo (Athens Trophy 1988, sconfitta dalla spagnola Isabel Cueto).
Vanta anche sei vittorie in tornei di doppio, e precisamente: a Sofia, in coppia con Laura Garrone, nel 1989; Bol, in coppia con Magdalena Maleeva nel 1991; Brighton, nel 1993 e Brisbane, nel 1994, in coppia con Natalija Medvedjeva; Oklahoma City, nel 1995, in coppia con Nicole Arendt e Anversa, nel 1999, in coppia con Katarina Srebotnik.
Con la Garrone, Laura Golarsa è stata inoltre finalista nel torneo di doppio degli Internazionali d'Italia 1990, dove le due azzurre hanno dovuto cedere a Helen Kelesi e a Monica Seles per 6-3, 6-4.
È stata campionessa italiana assoluta di doppio nel 1991, con Sandra Cecchini. Dal 1989 al 1998 ha giocato 13 incontri per l'Italia in Fed Cup di cui tre in singolare (tutti vinti) e dieci in doppio (sei vittorie e quattro sconfitte).

### Dopo il ritiro
Laura Golarsa si è ritirata nel 1999. Dal gennaio 2000 svolge il ruolo di commentatrice televisiva per Sky Italia. Dal 2003 al 2012 è stata inoltre direttore tecnico presso il Tennis Club Milano. Nel 2012 ha fondato la Golarsa Academy, di cui è anche presidente, un'organizzazione che cura la preparazione di tennisti di livello internazionale. Nel 2022 Golarsa Academy ha aperto un proprio centro provvisto di campi tennis in diverse superfici e campi di padel.

## Risultati in progressione
| Sigla | Risultato               |
| ----- | ----------------------- |
| V     | Vincitore               |
| F     | Finalista               |
| SF    | Semifinalista           |
| O     | Oro olimpico            |
| A     | Argento olimpico        |
| SF    | Bronzo olimpico         |
| QF    | Quarti di Finale        |
| 4T    | Quarto turno            |
| 3T    | Terzo turno             |
| 2T    | Secondo turno           |
| 1T    | Primo turno             |
| RR    | Round Robin             |
| LQ    | Turno di qualificazione |
| A     | Assente                 |
| ND    | Non disputato           |

| Legenda superfici    |
| -------------------- |
| Cemento              |
| Terra battuta        |
| Erba                 |
| Superficie variabile |

| Torneo                     | Torneo                     | 1987 | 1988 | 1989 | 1990 | 1991 | 1992 | 1993 | 1994 | 1995 | 1996 | 1997 | 1998 | 1999 | Titoli | V-S   |
| Grande Slam                |                            |      |      |      |      |      |      |      |      |      |      |      |      |      |        |       |
| Australian Open, Melbourne | Australian Open, Melbourne | A    | A    | 1T   | 1T   | A    | A    | 1T   | 1T   | 1T   | A    | 1T   | 1T   | 1T   | 0/8    | 0-8   |
| Roland Garros, Parigi      | Roland Garros, Parigi      | A    | 1T   | 3T   | A    | 1T   | A    | A    | 1T   | A    | 1T   | 2T   | 1T   | 1T   | 0/8    | 3-8   |
| Wimbledon, Londra          | Wimbledon, Londra          | 2T   | 2T   | QF   | 1T   | 1T   | 1T   | 2T   | 3T   | 1T   | 1T   | 2T   | 1T   | 3T   | 0/13   | 12-13 |
| US Open, New York          | US Open, New York          | 3T   | 1T   | 1T   | 1T   | A    | 1T   | 3T   | 1T   | A    | A    | 1T   | 3T   | 1T   | 0/10   | 6-10  |
| Statistiche carriera       |                            |      |      |      |      |      |      |      |      |      |      |      |      |      |        |       |
| Finali WTA perse           | Finali WTA perse           | 0    | 1    | 0    | 0    | 0    | 0    | 0    | 0    | 0    | 0    | 0    | 0    | 0    | 1      | N/A   |
| Tornei WTA vinti           | Tornei WTA vinti           | 0    | 0    | 0    | 0    | 0    | 0    | 0    | 0    | 0    | 0    | 0    | 0    | 0    | 0      | N/A   |
| Ranking                    | Ranking                    | -    | 79   | 58   | 61   | 225  | 219  | 71   | 113  | 156  | 185  | 70   | 79   | 166  | N/A    | N/A   |

## Vittorie contro giocatrici Top 10
| Stagione | 1990 | Totale |
| Vittorie | 1    | 1      |

| #    | Giocatrice    | Ranking | Evento                                 | Superficie | Turno | Punteggio | Rank. LGR |
| ---- | ------------- | ------- | -------------------------------------- | ---------- | ----- | --------- | --------- |
| 1990 |               |         |                                        |            |       |           |           |
| 1.   | Zina Garrison | 5       | International Women's Open, Eastbourne | Erba       | 2T    | 6-2, 7-5  | 43        |